# NGC 7734
NGC 7734 este o interacțiune de galaxii situată în constelația Tucanul. A fost descoperită în 2 noiembrie 1834 de către John Herschel.